# 클라리넷

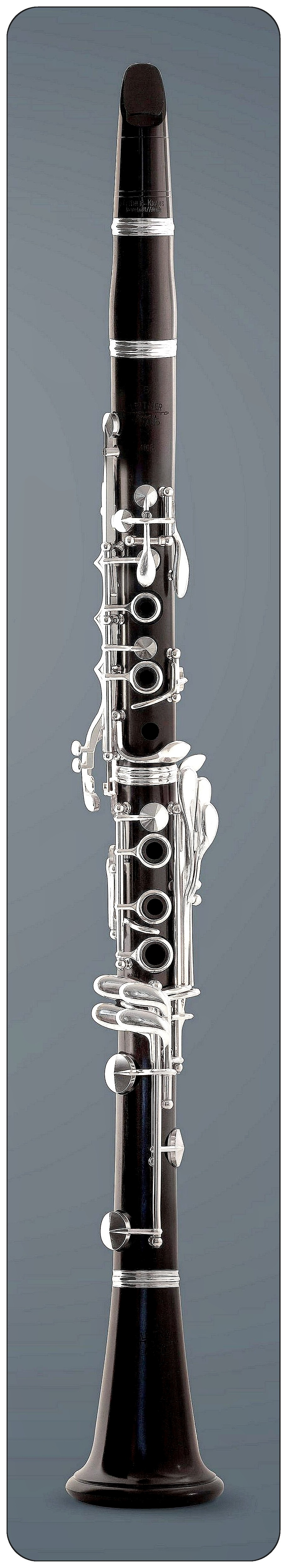
B♭ 클라리넷 (뵘 시스템)

클라리넷(영어: clarinet)은 조옮김 악기로써 서양고전음악 목관 악기 중 하나이다. 거의 원통 모양이며 하나의 리드를 붙이는 취구를 사용한다. 악기 이름의 연원은 이탈리아어 "clarino"에 '작은'이라는 뜻을 주는 접미사 '-et'가 붙어 만들어진 것으로, 18세기 초 클라리넷이 등장하면서 높은 음역에서 당시 고음악기였던 클라린-트럼펫과 비슷한 소리를 내었고, 이 트럼펫의 대용으로 사용되기 시작하면서 그렇게 불리게 된 것이다. 미3~도7까지 소리낼 수 있고 4옥타브 악기다.옛날에 샬뤼모와 클라리오넷이 합해져서 탄생한 악기다. 클라리넷 연주자는 영어로 클라리네티스트(영어: clarinetist)라고 한다.
클라리넷은 다양한 크기와 음높이를 가져서 종류가 24종이 넘는다. 하지만 이들 대부분은 이제는 거의 쓰이지 않거나, 특수한 경우에만 쓰인다. 이런 희귀한 클라리넷을 위해 쓰인 음악들은 흔히 쓰이는 크기의 클라리넷으로 조옮김하여 연주하는 것이 보통이다. 보통 클라리넷이라고 하면 가장 많이 사용하는 내림나-클라리넷(내림나조/B♭로 맞춰져 있어 악기로 다장조를 연주하면 한 음이 낮은 내림나장조가 소리남)을 가리킨다. 가장조(A)로 맞춰진 가-클라리넷도 자주 쓰이며, 특히 오케스트라 활동을 하려면 꼭 필요하다.
현대 클라리넷은 마개방식에 따라 운지법이 다르기 때문에 독일식과 프랑스식으로 나뉜다. 독일식과 프랑스식은 마개방식뿐 아니라 관 안쪽의 지름과 모양, 나팔꼭지와 사용하는 리드도 다르기 때문에 음질과 음색에 약간의 차이를 보인다. 오늘날 독일식 클라리넷은 거의 독어권 국가에 한해서 쓰인다. 주로 가내수공업에 의존했던 독일의 악기제작자들에 비해, 19세기를 거치면서 중앙집중적인 산업화와 해외 식민지경쟁에서 프랑스가 훨씬 앞서갔기 때문에 지금은 프랑스식 클라리넷이 세계적으로 널리 쓰인다. 독일식은 욀러식(Klarinette Öhler System)/도이치식 클라리넷(Klarinette Deutsches System), 프랑스식은 뵘식 클라리넷(Boehm System Clarinet)이라고 한다.

## 악기구조

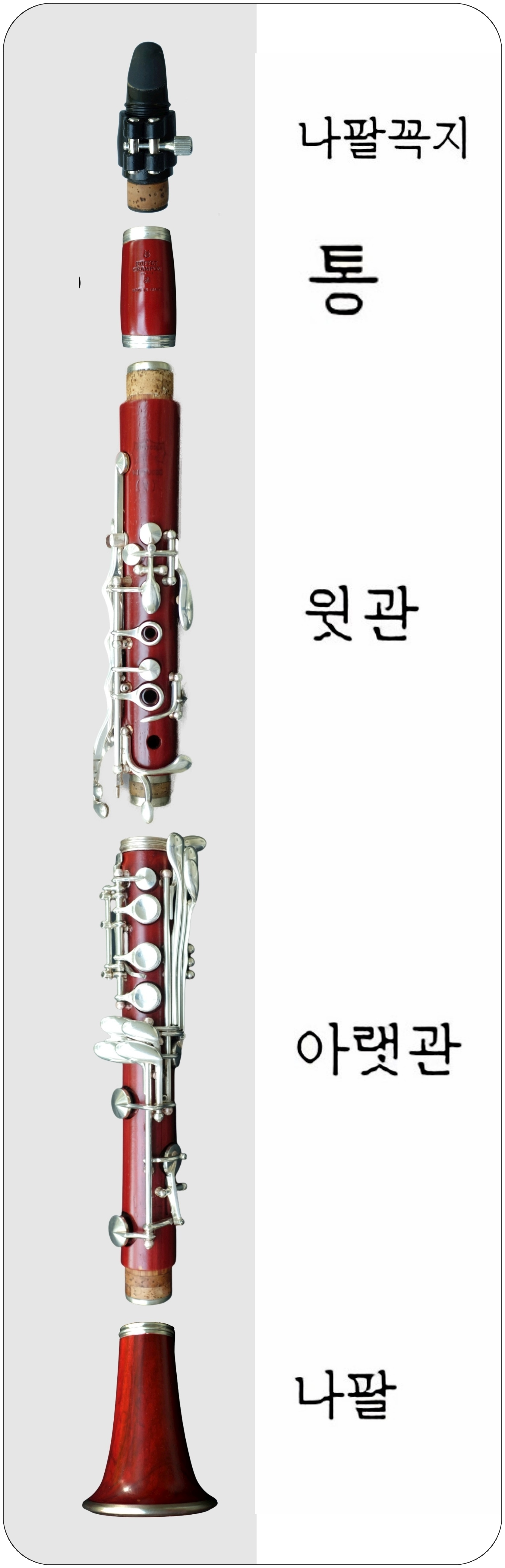
클라리넷의 일부

아프리카흑단으로 만들어진 클라리넷은 가격이 비싸다. 보통 아프리카흑단이 아닌 다른 종류의 나무로 만들거나, 흔하진 않지만 쇠로 만들기도 한다. 합성수지로 만든 클라리넷은 초보자용으로 널리 쓰인다. 마개들은 니켈이나 은도금/금도금으로 만든다. 내림나-클라리넷은 약 66cm (가-클라리넷은 71cm)이고, 관 안쪽의 지름은 약 13mm 정도이다.
클라리넷은 보통 다섯 부분으로 이루어져 조립과 분해가 가능하다.
- 마우스피스는 매우 딱딱한 경질고무(하드러버)로 만든다. 보통 에보나이트나 아크릴같은 합성수지로 만든 것이 널리 쓰이고, 크리스털, 나무, 쇠로 만든 것들도 쓰인다. 서로 다른 재질을 섞어서 만든 것들도 있다. 소리를 내는 것은 너비 약 12,5mm인 리드이다. 이 리드를 마우스피스에 붙이고 아랫 입술로 떨어서 소리를 내는 것이다. 리드는 갈대(학명: Arundo Donax)로 만드는데 수명이 짧기 때문에, 다른 재질을 이용해서 만들려는 시도가 있어왔다. 플라스틱으로 만드는 데 성공해서 판매도 되고 있지만 소리가 좋지 않아 널리 쓰이진 않는다. 리드를 마우스피스에 고정시키는 데는 리가쳐(조이개)를 사용한다. 리가쳐의 재질도 다양해서 쇠, 플라스틱, 가죽 등이 사용된다. 독일식 클라리넷을 사용하는 연주자들은 보통 조임줄을 선호한다.
- 마우드 패치는

윗입술에 무는 고무이다.윗입술에 물어서 리드 반대쪽에 붙인다.아랫쪽에는 접착제가 있으니까 위,아래를 잘 맞춰야 된다.리드 다음으로 수명이 짧다.마우스피스에 윗니가 그대로 닿아 아프지 않도록 해준다.
- 배럴(Birne)은 클라리넷을 연구하는 음악학자들이 왜 이 부분이 살아 남았는지에 의문을 가질 정도로, 꼭 따로 독립해서 존재할 필요는 없는 구조지만, 섬세한 조율을 하는 데 이용한다.배럴의 결합 정도에 의해 클라리넷의 전체 음높이가 다소 낮아진다.
- 윗관

소리를 내는 관 중 하나고,거의 높은 소리를 낼 때 쓰인다. 꼭 필요한 관이다.구멍 4개,키 9개이다. 그 중 4개의 키는 꼭 필요하지 않는 키다. 1개의 키는 높은음용 키다.(클라리넷 기준 중음, 고음용 키다.오케스트라에 필수로 나온다.)
- 아랫관

주로 낮은 소리를 낼 때 사용되며,윗관에 소리를 잘 내줄 수 있는 관이기도 하다.3개의 구멍,7개의 키로 되어 있다. 전부 꼭 필요하다.
- 엄지고무는 아랫관의 받침대에 있는 은 때문에 엄지손가락이 아프다. 그 아픈 것을 덜 아프게 해 주는 고무이다. 잘 떨어져서 양면테이프를 붙여서 쓰기도 한다. 없어도 되지만 엄지손가락이 다칠 수 있다.
- 벨은 클라리넷의 제일 끝 부분으로 가장 낮은 음을 내는 데 도움을 준다.(벨을 빼도 연주는 가능하다.) 소리가 울려 퍼 지게도 해 준다.
- 콜크

클라리넷의 마우드피스, 배럴, 윗관, 아랫관, 벨이 연결되게 해준다.(마우드피스, 윗관, 아랫관에만 있다.)
- 콜크 크림

콜크는 나뭇껍질이라서 더더욱 잘 끼워 줄 수 있게 해주는 크림으로 립스틱,립밤,풀처럼 보관한다.콜크가 부드럽게 해 준다.(잘 끼워지는 이유이다.)

## 소리를 내는 원리
클라리넷의 소리내는 원리는 마우스 피스 (Mund Stück)에 홑리드를 장착한후 리드의 진동으로 소리내는 방식이다

## 마개방식
마개방식이란 각 음들을 소리내는 데 쓰이는 마개들이 어떤 방식으로 이루어져 있는가 하는 것이다. 이것은 클라리넷의 운지를 결정하는 문제이기 때문에 마개방식에 대한 이해는 클라리넷의 구조를 이해하는 데 매우 중요하다. 오늘날 우리가 쓰고 있는 현대 클라리넷은 하루 아침에 발명된 것이 아니다. 1700년경 클라리넷이 처음 선을 보인 이래 좀 더 좋은 음질, 정확한 음높이와 음정, 안정적인 억양을 내는 악기로써의 클라리넷을 만들기 위해 부단한 노력이 있어왔다. 무엇보다 중요한 문제는 모든 음들을 손쉽게 낼 수 있는 운지법이었고, 이것을 가능하게 하기 위해 연주자들과 악기 제작자들이 끊임없이 개량을 거듭하여 현대 클라리넷의 마개방식에 이른 것이다. 마개방식 개량의 역사가 곧 클라리넷 악기발달사 이므로 자세한 것은 역사편에서 다루기로 하고, 여기선 현대 클라리넷에서 주로 쓰이는 마개방식에 대해서만 살펴 보기로 한다.

### 뵘 시스템(Böhm System)
먼저 세계적으로 가장 널리 쓰이는 뵘식 클라리넷은 플룻연주자이자 악기제작자였던 테오발드 뵘 (Teobald Böhm)이 1832년 이미 선보였던 새로운 플룻 마개방식을 악기제작자였던 뤼-아구스떼 부페 (Louis-Auguste Buffet) 가 당시 파리의 클라리넷 명인이자 파리음악원 교사로 일하고 있던 클로제 (Hyacinthe Klosé)와의 협력을 통해 클라리넷에 적용하는 데 성공하여 1839년에 공개한 것이다. 뵘 자신은 클라리넷 개량에 직접 관여한 바는 없다고 알려져 있다. 당시 부페집안은 악기제조를 가업으로 하는 집안으로, 파리에 악기공장을 갖고 있었던 데니스 부페-오거의 공장을 아들이었던 쟝-뤼 부페가 물려받아 창립한 회사가 바로 오늘날 클라리넷 제조로 유명한 부페 크람뽄 회사이다 (뵘식 클라리넷의 발명자 뤼-아구스떼는 바로 쟝-뤼의 삼촌이다). 부페의 뵘식 클라리넷은 윗관과 아랫관의 마개들이 전부 하나로 연결되어 있어 하나의 마개만 눌러도 전혀 다른 곳의 구멍까지 막을 수 있는 획기적인 마개방식을 제시했다. '움직이는 반지모양 마개의 클라리넷'으로 소개되면서 판매초부터 주목을 받았고, 협력자였던 클로제가 후에 파리음악원의 중요한 보직을 맡게 되면서 점점 더 많은 사용자들을 얻게 된다. 뵘식 클라리넷은 1889년 파리 만국박람회에도 소개되고, 특히 1972년대 초 미국 시장에서 부페 크람뽄사의 제품들이 선풍적인 인기를 얻으면서 뵘식 클라리넷이 클라리넷의 세계표준으로 가는 길을 선점했다. 연주자의 취향에 따라 마개 몇 개를 추가할 수 있지만, 현재 표준으로 쓰이는 것은 17마개/6반지모양마개이다.

### 뮬러 시스템(Müller System)
이반 뮐러 (Iwan Müller)는 클라리넷 명인으로 악기개량을 꾸준히 거듭해 당시로선 가장 마개 수가 많은 13마개 클라리넷을 개발해 낸다. 당시까지는 마개방식 기술의 발달이 충분치 못해 하나의 클라리넷으로 모든 음을 다 연주할 수 없었다. 이 때문에 클라리넷은 특정한 조성을 연주할 수 있도록 거기에 맞추어 제작될 수밖에 없었고, 따라서 연주자들은 각각 다른 조성을 연주하기 위해 여러 개의 클라리넷을 사용했다. 뮐러식 클라리넷은 13개로 단순히 마개수만 늘린 것이 아니라 연주가 불가능했던 반음들 모두를 연주할 수 있도록 마개의 디자인을 달리 하고 스프링을 사용해 배치를 교묘히 했으며, 마개 끝에 양털로 채운 가죽패드를 달았고, 소리구멍 위치를 정확히 한, 음질과 억양 측면에서도 획기적인 개선을 이루었다. 거의 현대 클라리넷의 모양을 갖춘 뛰어난 클라리넷이었다. 뭘러의 이 업적은 데너의 악기 발명 이후 클라리넷 발달사에서 가장 큰 발전이라고 볼 수 있다. 1812년 뮐러는 자신의 새로운 클라리넷을 모든 음들이 연주가능한, 즉 악기 하나로 모든 조성을 연주할 수 있는 ‚다중조성 클라리넷’이라고 소개하면서 당시 클라리넷 교육의 중심지였던 파리 음악원에 심사를 의뢰했지만, 클라리넷 교수였던지만 레퍼브레 (Xavier Lefèvre)를 필두로 한 심사단은 석연치 않은 이유를 들어 인정하지 않았다. 하나의 클라리넷으로 모든 조성을 연주하게 되면 특성 조성에 맞추어 제작된 각 클라리넷의 고유 음색을 잃어 버릴 수 있다는 것이 그 이유였다. 어쨌든 여러면에서 획기적인 개선을 이룬 뮐러식 클라리넷은 당대의 클라리넷 제작자들에게 큰 영향을 주었고, 독일식 클라리넷의 전형을 제시했다. 알버트는 이 뮐러식을 바탕으로 색소폰의 발명자인 아돌프 색스가 발명한 마개방식을 첨가한 알버트식 클라리넷을 개발하여 영국에서 큰 성공을 거두었다. 현재 독일식 클라리넷으로 가장 널리 쓰이는 뮐러식 클라리넷도 베를린 필하모니의 창단발기인이었던 오스카 욀러 (Oskar Oehler)가 이 뮐러식을 바탕으로 개량한 방식이다.

## 갤러리

Clarinets with different arrangements of keys and holes - Clarinets in different pitches
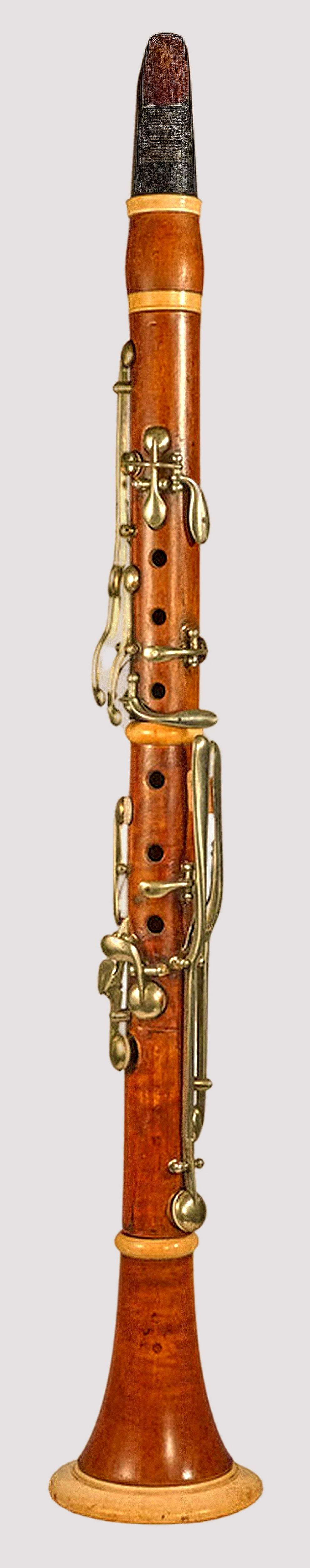
Iwan Müller clarinet with 13 keys and leather pads, developed in 1812.
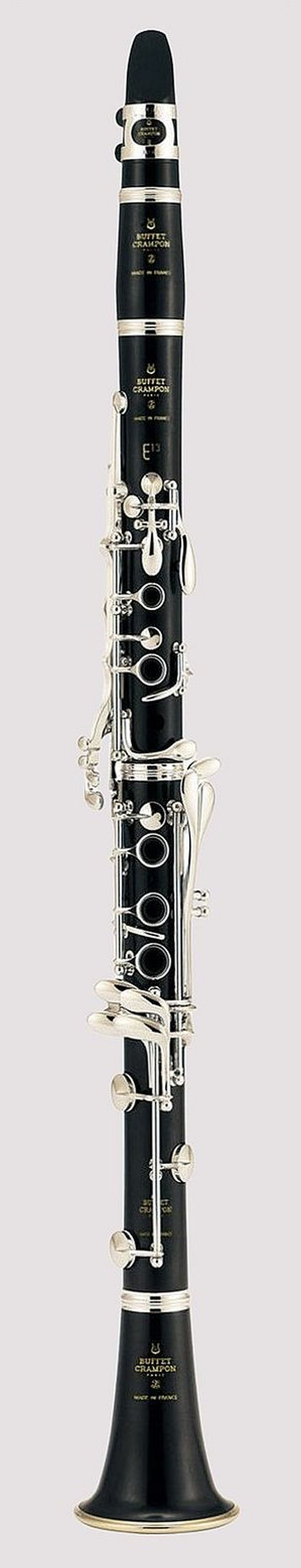
Boehm Clarinet  with 17 keys and 6 rings, developed ca. 1843 by Hyacinthe Klosé and Louis Auguste Buffet.
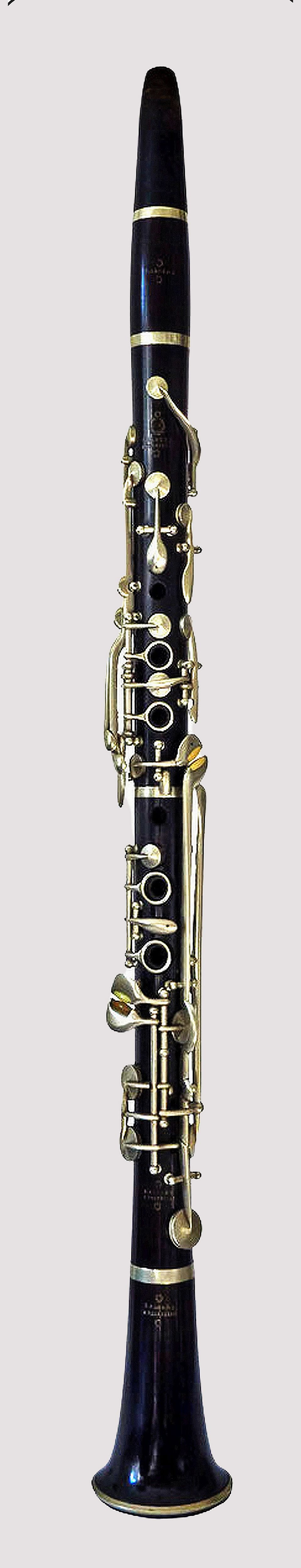
Albert clarinet with16 keys and 4 rings, dev. ca. 1850 by Eugène Albert.
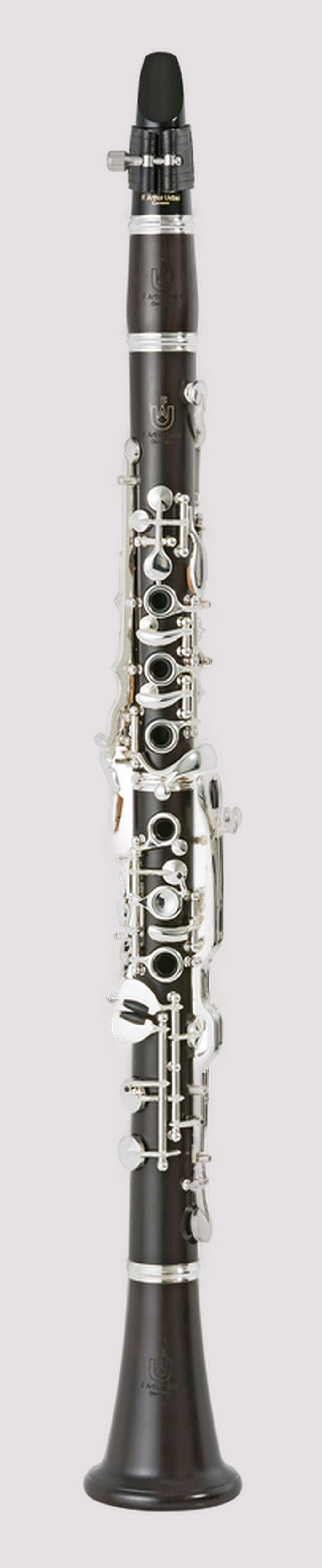
Oehler clarinet with 22 keys, 5 rings and a cover on the middle tone hole of the lower joint, dev. in 1905 by Oskar Oehler.
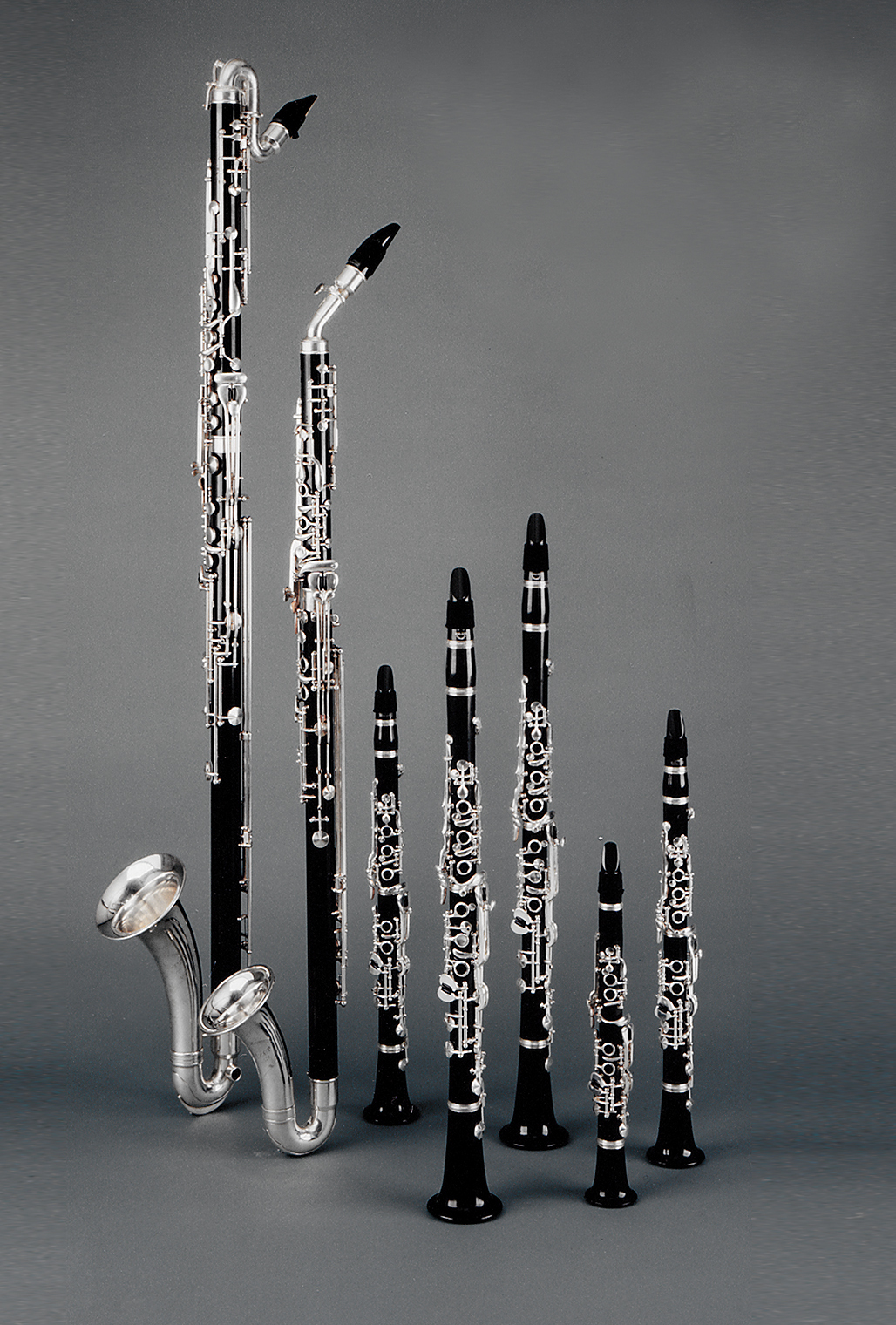
Bass clarinet, Basset horn, clarinets in D, B♭, A, High A♭ and E♭, and basset horn (german system)
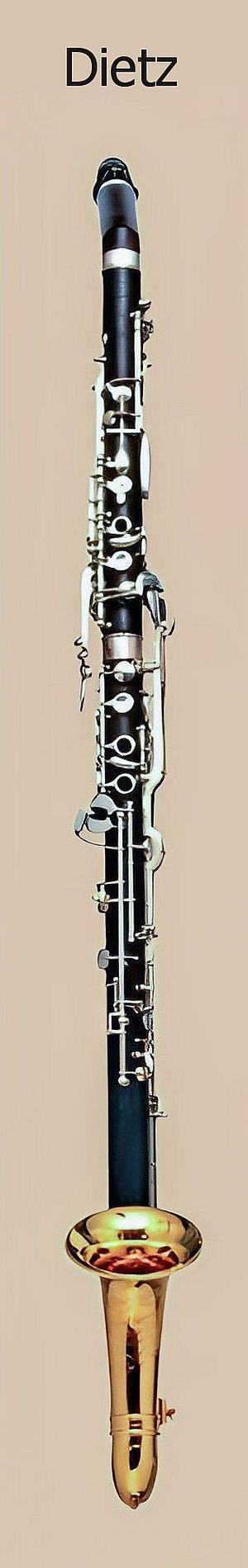
Alto clarinet (german system)
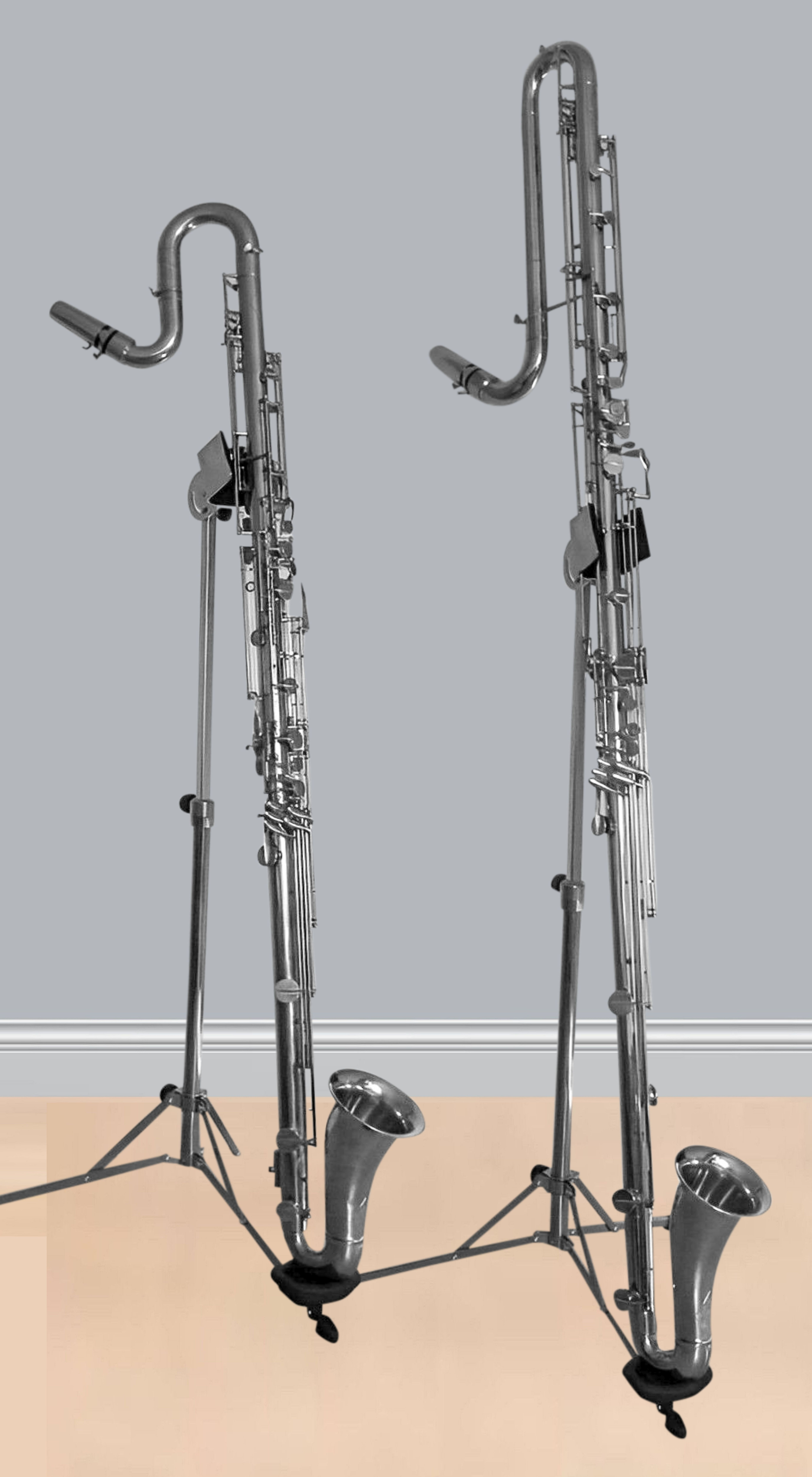
Contrabass clarinet and contralto clarinet (french system)

## 클라리넷 종류
1. 내림나장조 클라리넷
2. 내림마장조 클라리넷
3. 다장조 클라리넷
4. 가장조 클라리넷
5. 라장조 클라리넷
6. 베이스 내림나장조 클라리넷
7. 베이스 내림마장조 클라리넷
8. 베이스 가장조 클라리넷
9. 베이스 다장조 클라리넷
10. 베이스 라장조 클라리넷
11. 알토 내림나장조 클라리넷